# Card sharing
Il card sharing è la pratica con la quale si tende a condividere abbonamenti con più utenti in modo hardware o software.
Il principio di funzionamento è molto semplice: attraverso un decoder collegato ad una rete (Internet o Intranet) che fa da server e in cui è inclusa la smart card con l'abbonamento, è possibile fare in modo che altri decoder client, collegati al decoder server, riescano ad utilizzare la stessa smart card (e di conseguenza a "mettere in chiaro" gli stessi canali) pur essendo fisicamente distanti svariati metri se non migliaia di chilometri dalla smart card stessa.

## Storia

### I primi tentativi
I primi tentativi di far funzionare un sistema di card sharing erano via cavo su rete dedicata, ossia la card veniva inserita in appositi apparecchi collegati al decoder server, da questi apparecchi partivano fisicamente dei cavi che finivano in altri apparecchi analoghi (senza card all'interno) inseriti negli altri decoder.

### Il card sharing attuale
Successivamente è stato sperimentato il card sharing su rete basata su protocollo IP, come Internet. Questo è stato favorito:
- dalla comparsa sul mercato di decoder satellitari con porta Ethernet (come il Dreambox ed altri) oppure attraverso schede PCI DVB-S collegate ad un normale Personal Computer;
- dal basso quantitativo di dati in transito da un decoder all'altro necessari al suo funzionamento;
- dall'aumento proporzionale della banda delle connessioni a Internet casalinghe.

## Implicazioni legali
È diffuso il convincimento che il card sharing sia lecito se la condivisione delle chiavi dinamiche "intercettate" dal decoder server avviene a vantaggio di altri decoder (client) collocati nel medesimo ambiente domestico del titolare del contratto avente ad oggetto la card condivisa. In realtà già la stessa operazione di lettura e distribuzione domestica delle chiavi condivise configura un reato, in quanto integra la fattispecie penale prevista dall'art. 640 ter c.p. (frode informatica). Infatti la stessa operazione di "intercettazione" del flusso di chiavi dinamiche costituisce un intervento "senza diritto con qualsiasi modalità su dati, informazioni o programmi contenuti in un sistema informatico o telematico o ad esso pertinenti" in modo da procurare "a sé o ad altri un ingiusto profitto con altrui danno".
Infine il card sharing che coinvolge terzi perfeziona l'ulteriore reato di cui all'art. 171 octies legge 22 aprile 1941 n. 633 (Protezione del diritto d'autore e di altri diritti connessi al suo esercizio).

## Contromisure
Per correre ai ripari e rendere inutile le EMU le emittenti sostituiscono le smart card a cadenze regolari e le aziende del settore della cifratura creano nuove codifiche sempre più difficili da violare.
Il card sharing è un fenomeno più difficile da impedire anche in visione dell'esigua fascia di persone che ne fanno uso. Con l'aumentare del fenomeno però gli operatori satellitari stanno correndo ai ripari con codifiche che non permettano tale tecnica. Un esempio è il Viaccess 4 e 5 praca (Proactive Against Cracker Attacks) che implementano un marriage scheda\decoder per impedire che vengano decodificati gli ECM provenienti da altri decoder.